# سامسونج جالكسي إس 2
سامسونج جالكسي إس 2 هو ثاني إصدارات سامسونج من سلسلة جالكسي بعد سامسونج غالاكسي إس1، أعلنت عنه شركة سامسونج في 13 فبراير 2011 في المؤتمر العالمي للهواتف النقالة. يعد أحد أقوى الهواتف الذكية ثنائية النواة، سمكه 9.91 مم. يحتوي على معالج 1.2 غيغاهيرتز ثنائي النواة ومعالج (SOC). حجم الذاكرة العشوائية واحد جيجا بايت، وشاشة 10.8 سم (4.3 بوصة) سوبر بلس، وكاميرا 8 ميغا بيكسل مع الفلاش والفيديو 1080 بي. وهو أحد أوائل الأجهزة النقالة التي تسمح أن تصل دقة الفيديو إلى 1080 بكسل ويمكن توصيل واجهة متعددة الوسائط عالية الوضوح أثناء شحن الجهاز في نفس الوقت. ووصلة يو إس بي.
ويحتوي الهاتف على بطارية قابلة للإزالة، مما يسمح بتغييرها، خلافاً لبعض الهواتف الذكية الأخرى. يقال إن عمر البطارية إذا ما استخدمت بكثافة تستغرق حوالي 10 ساعة.